# Moustapha Akkad

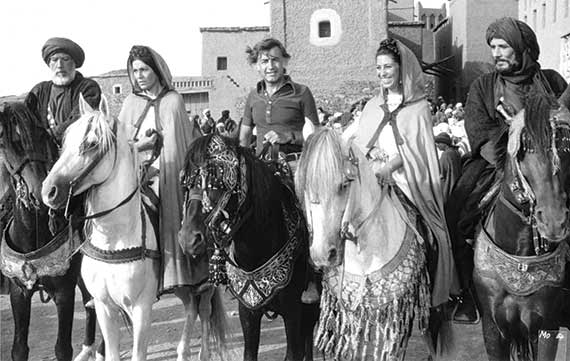
Moustapha Akkad (mitten) 1976 med, från vänster, Anthony Quinn, Irene Papas, Muna Wassef och Abdullah Gaith.

Moustapha Akkad, född 1 juli 1930 i Aleppo i dåvarande Franska mandatet för Syrien och Libanon (nuvarande Syrien), död 11 november 2005 i Amman i Jordanien, var en syrisk-amerikansk filmproducent och filmregissör.
Moustapha Akkad omkom i ett terrorist-bombattentat mot hotellet Grand Hyatt i Amman den 11 november 2005. År 2007 kom en film av Rob Zombie, Halloween, som dedicerades till Akkads åminne.

## Filmografi i urval
Regi
- 1976 – Mohammed - härföraren (regi; Al-risâlah, arabisk version, 1976; The Message, engelsk version, 1977)
- 1980 – Ökenlejonet (regi, Lion of the Desert)

Produktion
- exekutiv producent för Alla helgons blodiga natt/Halloween-filmerna (1–6 och H20)